# Fukujinzuke
Il fukujinzuke (福神漬?) è un particolare tipo di tsukemono, sottaceto tipico della cucina giapponese. Il nome deriva originalmente dalle avventure delle Sette Divinità della Fortuna.

## Preparazione
Vengono tagliati a piccoli pezzi alcuni vegetali come la melanzana, il fior di loto asiatico o cetrioli, viene utilizzato per il curry giapponese.